# Фридрих IV фон Труендинген
Фридрих IV фон Труендинген (на немски: Friedrich IV von Truhendingen; † 1253) е граф на Труендинген във Франкония, Бавария.

## Произход
Той е син на граф Фридрих III фон Труендинген († 1195). Роднина е на Зигфрид фон Труендинген († 1150), епископ на Вюрцбург (1146 – 1150).

## Фамилия
Първи брак: с фон Грайзбах, дъщерята на граф Диполд фон Лехсгемюнд († 1192) и принцеса Агата фон Тек († сл. 1192), дъщеря на херцог Адалберт фон Тек († сл. 1195). Те имат децата:
- синове (* пр. 1229)
- Лудвиг († ок. 7 декември 1278)
- Конрад († сл. 1240)
- Фридрих I/V фон Труендинген (* 1223; † 30 август 1274), граф на Труендинген, женен I. Анна (Кордула) фон Ортенбург († пр. 6 декември 1239), II. втори път на 2 юни 1240 г. за наследничката Маргарета фон Андекс-Мерания († 18 октомври 1271)

Втори брак: с Агнес фон Ортенбург († 1246/1256), дъщеря на граф Хайнрих I фон Ортенберг († 1241) и принцеса Божислава (Бозислева) от Бохемия († 1237), дъщеря на крал Отокар I Пршемисъл († 1230). Те имат децата:
- Агнес († 6 декември 1294), омъжена пр. 1245 г. за граф Хайнрих I фон Фрайбург-Фюрстенберг († 1283/1284)
- Вилибирг († 1246), омъжена за граф Хартман IV фон Дилинген († 1258)
- Ото († ок. 4 април 1275), тевтонски рицар в Айхщет
- Адалберт († сл. 1262), тевтонски рицар във Вюрцбург